# Orobitis
Orobitis Germar, 1817 è un genere di coleotteri della famiglia Curculionidae, unico genere della sottofamiglia Orobitidinae.

## Tassonomia

### Specie presenti in Europa[2]
- Orobitis cyanea
- Orobitis nigrina